# Болезнь Гиппеля — Линдау
Болезнь Гиппеля — Линдау (цереброретинальный ангиоматоз, англ. Von Hippel–Lindau disease — VHL) — факоматоз, при котором гемангиобластомы мозжечка сочетаются с ангиомами спинного мозга, множественными врождёнными кистами поджелудочной железы и почек. У четверти больных развивается карцинома почки, часто первично-множественная. Симптомы заболевания становятся очевидными во 2-м десятилетии жизни — одним из первых обнаруживается кровоизлияние в глазное яблоко или в заднюю черепную ямку с признаками внутричерепной гипертензии или мозжечковыми расстройствами. У большинства пациентов в цереброспинальной жидкости обнаруживают повышение содержания белка, у половины детей с опухолями мозжечка — увеличение числа клеток.
Часто отмечаются гемангиомы сетчатки. Вследствие нарушения проницаемости стенок капилляров в них может накапливаться суб- и интраретинальный экссудат, содержащий липиды. В поздних стадиях болезни развивается экссудативная отслойка сетчатки.

## Этиология
Заболевание наследуется аутосомно-доминантно, обусловлено мутацией гена-супрессора опухолевого роста (VHL), локализованного на коротком плече 3-й хромосомы (3p25-26).

Аутосомно-доминантное наследование

## Эпидемиология
Распространённость VHL составляет 1 на 36000 новорожденных. У лиц, имеющих соответствующую мутацию, к возрасту 65 лет заболевание развивается с вероятностью 95 %. Возраст на момент установления диагноза варьирует от младенчества до 60-70 лет, со средним возрастом пациента 26 лет.

## Классификация
Клинически заболевание можно разделить на два типа:
- тип 1 характеризуется полным фенотипом заболевания — поражение сетчатки,  опухоли или кисты головного и спинного мозга, панкреатические кисты и солидные опухоли, селезёночные и почечные кисты, карциномы почек, цистаденомы эпидидимуса и опухоль внутреннего уха, но без феохромоцитомы.
- тип 2 характеризуется развитием феохромоцитомы и подразделяется на подтипы с низким (2A), высоким (2B) риском развития рака почки, а также 2C, проявляющийся только феохромоцитомой.

## Диагностика
- генетическое исследование;
- КТ головного мозга;
- МРТ головного мозга;
- УЗИ или КТ органов брюшной полости;
- консультация офтальмолога;
- офтальмоскопия;
- флюоресцентная ангиография[5].

## Лечение
Лечение зависит от клинических проявлений. Феохромоцитомы удаляют хирургическим путём, при наличии гипертонии, необходимо и её лечение. 
Опухоли, как правило, лечат хирургически, при наличии злокачественных опухолей, помимо хирургического лечения, возможно применение медикаментозного лечения (белзутифан) и радиотерапии.  
Ангиомы сетчатки лечат с помощью лазерной коагуляции или криотерапии, при наличии гемофтальма, экссудативной или тракционной отслойки сетчатки, проводят витроэктомию.
Другие препараты: белзутифан.